# Copper Cove
Die Copper Cove (englisch für Kupferbucht) ist eine Bucht an der Borchgrevink-Küste des ostantarktischen Viktorialands. Sie liegt auf der Ostseite des Honeycomb Ridge am Westufer der Moubray Bay.
Teilnehmer einer von 1957 bis 1958 dauernden Kampagne im Rahmen der New Zealand Geological Survey Antarctic Expedition benannten sie nach auffällig grünen Färbung in den Uferkliffs, die durch kupferbasierten Grünspan hervorgerufen wird.